# Sven Seeburg
Sven Seeburg (* 1962 in Jena) ist ein deutscher Theater/Film Schauspieler und Hörspielsprecher.

## Leben und Wirken
Seeburg absolvierte nach dem Abitur eine Ausbildung als Baufacharbeiter und studierte von 1986 bis 1988 Schauspiel an der Theaterhochschule „Hans Otto“ in Leipzig. Nach einem Fachstudium am  Theater Magdeburg gründete er 1990 mit Kommilitonen die Freien Kammerspiele Magdeburg, zu deren Ensemble er bis 1999 gehörte.
Danach war Seeburg bis 2002 am Theater Hildesheim und bis 2010 am Theater Krefeld Mönchengladbach engagiert. Er wurde in dieser Zeit beim NRW-Theatertreffen 2006 für seine Darstellung des Fernando Porto in Jordi Galcerans Die Grönholm-Methode als bester Schauspieler ausgezeichnet und erhielt 2007 und 2008 den Theater-Oscar der Rheinischen Post als bester Schauspieler. Von 2010 bis 2023 war er Mitglied im Ensemble des Schauspiels Essen.
Seit dem Ende der Spielzeit 2022/23 arbeitet er als freier Schauspieler.
Seeburg arbeitete in seiner Laufbahn u. a. mit den Regisseuren Hermann Schein, Wolf Bunge, Axel Richter, Dominik Günther, Matthias Kniesbeck, Bruno Klimek, Thomas Goritzki, Hermann Schmidt-Rahmer, Karsten Dahlem, Gustav Rueb und Lars-Ole Walburg zusammen. Zu seinen wichtigsten Rollen zählen der Mercutio in Romeo und Julia, Wilhelm Voigt in Der Hauptmann von Köpenick, Dinny in The Homefront (Enda Walsh), Stanley Kowalsky in Endstation Sehnsucht, Helmer in Nora, Odysseus in Ithaka, George in Wer hat Angst vor Virginia Woolf?, Poseidon, Talthybios und Menelaos in Troerinnen, Kreon in Antigone, Mephisto in Goethes Faust, Danton in Dantons Tod, Er in Das Fieber
von Wallace Shawn, Paul Sheldon in Misery, Alfred Ill in Der Besuch der alten Dame und Er in Gift.
Als Sprecher und Filmschauspieler wirkte er in vielen Hörspielen, Features, Podcasts und einigen Filmen mit.

## Filmografie (Auswahl)
- 2023: Tenez (Kurzfilm)
- 2023: Harte Schale (Kurzfilm)
- 2023: Das Erdbeerfeld (Kurzfilm)
- 2023: Alle die Du bist (Kino)
- 2024: Katzenkönig (Kurzfilm)
- 2024: Die Füchsin - Der Spion (Fernsehreihe)
- 2024: Für alle Familie (Fernsehserie)
- 2025: Babylon Berlin Staffel 5 (Fernsehserie)

## Hörspiele (Auswahl)
- 1989: Bert Koß: Und hinter uns der Frontmann (Held) – Regie: Peter Groeger (Original-Hörspiel – Rundfunk der DDR)
- 1989/90: Christian Martin: Vogtländische Trilogie (Teil 1: Traumreise; Teil 2: Golan; Teil 3: Abseits) (Andy) – Regie: Peter Groeger (Hörspielbearbeitung – Rundfunk der DDR)
  - Auszeichnung: Hörspielpreis der Hörer, 1990
- 1991: Peter Kirsten: Mörderisches Duell (Emile) – Regie: Wolfgang Rindfleisch (Originalhörspiel – Funkhaus Berlin)
- 1992: Anonymus: Saul und David (Eliab) – Regie: Peter Groeger (Kinderhörspiel, Hörspielbearbeitung – DS Kultur)
- 1993: Christina Calvo: Morgen wird die Hochzeit sein (Asmodin) – Regie: Peter Groeger (Originalhörspiel, Kinderhörspiel – DS Kultur/HR)
- 2005: Volker Braun: Der berüchtigte Christian Sporn (Stadelmann) – Bearbeitung und Regie: Jörg Jannings (Hörspielbearbeitung – MDR)
- 2014: Mark Zak: Glaube Liebe Mafia – Die Frau des Paten (Türsteher) – Regie: Thomas Leutzbach (Hörspielbearbeitung, Kriminalhörspiel – WDR)
- 2014: Michela Murgia: Accabadora (Doktor Mastinu) – Bearbeitung und Regie: Uwe Schareck (Hörspielbearbeitung, Kriminalhörspiel – WDR)
- 2015: Tim Staffel, Martin Ganteföhr, Achim Fell: 39. Hörspiel für mobile devices (2 Teile) (Craig) – Regie: Martin Zylka, Achim Fell (Originalhörspiel, Mitmachhörspiel – WDR)
- 2023: "Lebenszeichen - Leo Tolstoi" Regie: Helga Mathea (Leo Tolstoi) WDR
- 2023: Florentine Blix - Geheimakte Flaschenpost, Regie: Claudia Johanna Leist (Hubertus Flint) WDR
- 2024: Neongrau - Hörspiel in 12 Teilen, Regie: Martin Zylka (Wozniak) WDR
- 2025: Babylon Berlin - Haus Vaterland, Regie: Benjamin Quadbeck (Soldat)